# Dalbergia frutescens
Dalbergia frutescens. Nomes vulgares: rabo-de-bugio, cipó-de-estribo, cipó-pau. Observações morfológicas: a espécie é bastante variável morfologicamente, entretanto, pode ser reconhecida pelo hábito escandente, com os ramos geralmente formando gavinhas, pelas folhas imparipinadas com folíolos grandes, flores creme, pequenas, reunidas em inflorescências cimosas, axilares e legumes samaróides oblongos, bege. 

Fonte: <A tribo Dalbergieae (Leguminosae-Faboideae) no estado de Santa Catarina, Brasil Rodrigo Augusto Camargo Dissertação de Mestrado.>